# Trevor Smith
Trevor Smith (Vancouver, 5 de janeiro de 1981) é um lutador estadunidense de artes marciais mistas que atualmente compete na categoria do Peso Médio do Ultimate Fighting Championship. Ele também já competiu no Strikeforce.

## Background
Smith nasceu em Vancouver e viveu por lá até os cinco anos de idade. Ele foi campeão estadual de wrestling pela Mark Morris High School em Longview, Washington e All-American da NJCAA pela Highline Community College em 2002. Ele continuou na modalidade durante a faculdade na Iowa State University onde se formou em marketing.

## Carreira no MMA

### Início no MMA
Smith iniciou no MMA profissional em 2009, onde participou de vários eventos em seu próprio estado. Com um cartel de 7-1, perdendo apenas para Devin Cole, ele assinou com o Strikeforce.

### Strikeforce
Smith fez sua estreia na organização em 24 de junho de 2011 no Strikeforce Challengers: Fodor vs. Terry contra Keith Berry. Ele venceu por finalização no segundo round após aplicar um estrangulamento norte-sul.
Smith enfrentou T.J. Cook em novembro de 2011 no Strikeforce Challengers: Britt vs. Sayers. Ele venceu por finalização no primeiro round.
Smith enfrentou Gian Villante no Strikeforce: Rockhold vs. Jardine e perdeu por nocaute técnico no primeiro round.
Smith era esperado para enfrentar Tim Kennedy em 3 de novembro de 2012 no Strikeforce: Cormier vs. Mir. No entanto o evento foi cancelado após uma lesão em Frank Mir que lutaria no evento principal e em Luke Rockhold que lutaria no co-evento principal. Esse combate foi movido para o dia 2 de janeiro de 2013 no Strikeforce: Marquardt vs. Saffiedine. Smith perdeu por finalização no terceiro round.

### Ultimate Fighting Championship
Em sua estreia no UFC, Smith enfrentou Ed Herman em julho de 2013 no UFC on Fox: Johnson vs. Moraga. Ele perdeu por decisão dividida. Apesar da derrota, Smith foi premiado com o bônus de Luta da Noite.
Smith enfrentou Brian Houston no UFC Fight Night: Rockhold vs. Philippou Ele venceu por decisão dividida.
Smith enfrentou Thales Leites em 11 de Abril de 2014 no UFC Fight Night: Nogueira vs. Nelson. Trevor foi derrotado por nocaute técnico no primeiro round.
Smith enfrentou Tor Troéng em 19 de Julho de 2014 no UFC Fight Night: McGregor vs. Brandão e venceu por decisão unânime.
Trevor enfrentou Caio Magalhães em 8 de Novembro de 2014 no UFC Fight Night: Shogun vs. St. Preux. Ele foi derrotado por nocaute com menos de um minuto de luta.
Smith enfrentou Dan Miller em 12 de Julho de 2015 no The Ultimate Fighter: American Top Team vs. Blackzilians Finale. Ele venceu por decisão unânime.
Smith agora é esperado para enfrentar o estreante no UFC Leonardo Augusto Guimarães em 21 de Fevereiro de 2016 no UFC Fight Night: Cerrone vs. Means.

## Títulos e realizações

### Wrestling amador
- National Collegiate Athletic Association
  - Big 12 Conference (4º colocado pela Iowa State University) - 2004
- NJCAA
  - NJCAA All-American (pela Highline Community College) - 2002
  - NJCAA 197lbs. (3º colocado pela Highline Community College) - 2002

### Mixed Martial Arts
- Ultimate Fighting Championship
  - Luta da Noite (Uma vez) vs. Ed Herman

## Cartel no MMA
| Cartel no MMA   |             |             |
| 25 lutas        | 15 vitórias | 10 derrotas |
| Por nocaute     | 1           | 5           |
| Por finalização | 9           | 1           |
| Por decisão     | 5           | 4           |

| Res.    | Cartel | Oponente         | Método                                  | Evento                                    | Data       | Round | Tempo | Local                      | Notas                  |
| ------- | ------ | ---------------- | --------------------------------------- | ----------------------------------------- | ---------- | ----- | ----- | -------------------------- | ---------------------- |
| Derrota | 15-10  | Makhmud Muradov  | Nocaute (soco)                          | UFC on ESPN: Overeem vs. Rozenstruik      | 07/12/2019 | 3     | 4:09  | Washington, D.C.           |                        |
| Derrota | 15-9   | Zak Cummings     | Decisão (unânime)                       | UFC on Fox: Lee vs. Iaquinta II           | 15/12/2018 | 3     | 5:00  | Milwaukee, Wisconsin       |                        |
| Derrota | 15-8   | Elias Theodorou  | Decisão (unânime)                       | UFC Fight Night: Thompson vs. Till        | 27/05/2018 | 3     | 5:00  | Liverpool                  |                        |
| Vitória | 15-7   | Chris Camozzi    | Decisão (unânime)                       | UFC Fight Night Gustafsson vs. Teixeira   | 28/05/2017 | 3     | 5:00  | Estocolmo                  |                        |
| Derrota | 14-7   | Andrew Sanchez   | Decisão (unânime)                       | UFC Fight Night: Lewis vs. Abdurakhimov   | 09/12/2016 | 3     | 5:00  | Albany, New York           |                        |
| Vitória | 14-6   | Joe Gigliotti    | Decisão (unânime)                       | UFC Fight Night: Rodríguez vs. Caceres    | 06/08/2016 | 3     | 5:00  | Salt Lake City, Utah       |                        |
| Vitória | 13-6   | Dan Miller       | Decisão (unânime)                       | The Ultimate Fighter 21 Finale            | 12/07/2015 | 3     | 5:00  | Las Vegas, Nevada          |                        |
| Derrota | 12-6   | Caio Magalhães   | Nocaute (socos)                         | UFC Fight Night: Shogun vs. St. Preux     | 08/11/2014 | 1     | 0:31  | Uberlândia                 |                        |
| Vitória | 12–5   | Tor Troéng       | Decisão (unânime)                       | UFC Fight Night: McGregor vs. Brandão     | 19/07/2014 | 3     | 5:00  | Dublin                     |                        |
| Derrota | 11–5   | Thales Leites    | Nocaute Técnico (socos)                 | UFC Fight Night: Nogueira vs. Nelson      | 11/04/2014 | 1     | 0:45  | Abu Dhabi                  |                        |
| Vitória | 11–4   | Brian Houston    | Decisão (dividida)                      | UFC Fight Night: Rockhold vs. Philippou   | 15/01/2014 | 3     | 5:00  | Duluth, Georgia            |                        |
| Derrota | 10–4   | Ed Herman        | Decisão (dividida)                      | UFC on Fox: Johnson vs. Moraga            | 27/07/2013 | 3     | 5:00  | Seattle, Washington        | Luta da Noite.         |
| Derrota | 10–3   | Tim Kennedy      | Finalização (guilhotina)                | Strikeforce: Marquardt vs. Saffiedine     | 12/01/2013 | 3     | 1:36  | Oklahoma City, Oklahoma    |                        |
| Vitória | 10–2   | Alexandre Moreno | Finalização (guilhotina)                | BXC: The Rise                             | 16/06/2012 | 1     | 4:21  | Springfield, Massachusetts | Estreia no Peso Médio. |
| Derrota | 9–2    | Gian Villante    | Nocaute Técnico (socos)                 | Strikeforce: Rockhold vs. Jardine         | 07/01/2012 | 1     | 1:05  | Las Vegas, Nevada          |                        |
| Vitória | 9–1    | T. J. Cook       | Finalização (guilhotina)                | Strikeforce Challengers: Britt vs. Sayers | 18/11/2011 | 1     | 4:28  | Las Vegas, Nevada          |                        |
| Vitória | 8–1    | Keith Berry      | Finalização (estrangulamento norte-sul) | Strikeforce Challengers: Fodor vs. Terry  | 24/06/2011 | 2     | 3:02  | Kent, Washington           |                        |
| Vitória | 7–1    | Jared Torgeson   | Finalização (guilhotina)                | CS: CageSport 14                          | 23/04/2011 | 1     | 1:18  | Tacoma, Washington         |                        |
| Vitória | 6–1    | Wes Swofford     | Finalização (americana)                 | SF 29: All In                             | 28/01/2011 | 1     | 4:15  | Grand Ronde, Oregon        |                        |
| Vitória | 5–1    | Pete Werve       | Finalização (mata-leão)                 | ROTR 13: Redemption                       | 25/09/2010 | 1     | 3:33  | Snoqualmie, Washington     |                        |
| Derrota | 4–1    | Devin Cole       | Nocaute Técnico (socos)                 | ROTR: Rumble on the Ridge 12              | 21/08/2010 | 1     | 0:31  | Snoqualmie, Washington     |                        |
| Vitória | 4–0    | Matt Kovacs      | Finalização (guilhotina)                | LMMA: Lightning at Legends                | 31/07/2010 | 1     | 2:22  | Toppenish, Washington      |                        |
| Vitória | 3–0    | Jesus Rodriguez  | Finalização (americana)                 | LMMA: Lightning at Legends                | 05/06/2010 | 1     | N/A   | Toppenish, Washington      |                        |
| Vitória | 2–0    | Tim Perales      | Finalização (guilhotina)                | Alliance Fights: Counterstrike            | 22/08/2009 | 1     | 4:03  | Kent, Washington           |                        |
| Vitória | 1–0    | Brian Martin     | Nocaute (socos)                         | DC: Battle for the Bobcats                | 10/01/2009 | 1     | 0:37  | Aberdeen, Washington       |                        |